# Kühlbox
Eine Kühlbox ist ein tragbarer Behälter zum Kühlen verschiedener Speisen und Getränke sowie sonstiger kühlbedürftiger Dinge. Eingesetzt werden Kühlboxen in der Freizeit, bei Sport, auf Reisen oder auch zu Transport medizinischer Proben und transplantierbarer Organe.

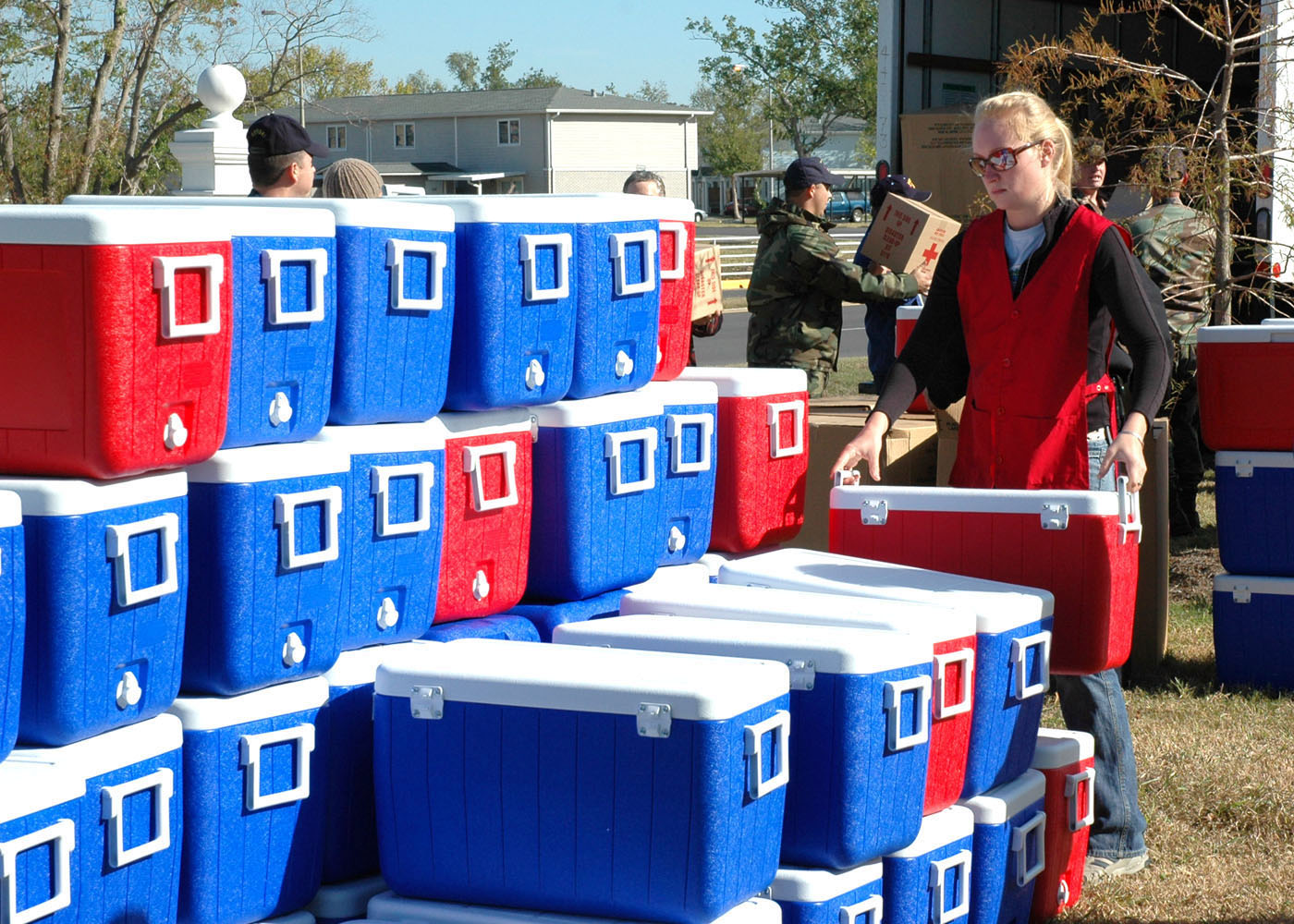
Gestapelte Kühlboxen

Typische Kühlboxen (egal ob für Lebensmittel, Getränke oder medizinische Zwecke) bestehen meist aus einer Kombination mehrerer Materialien, die zusammen Isolierung, Stabilität und Hygiene gewährleisten. Deren Außenmaterialien bestehen meistens aus einem harten Kunststoff. Manche Kühltaschen werden umgangssprachlich aber ebenso als Kühlboxen bezeichnet, selbst wenn deren Außenmaterial aus Styropor oder aus Stoff ist. Das ist vor allem bei Medikamenten-Kühltaschen der Fall, wenn diese, wie eine Box, eine stabile Außenwand aufweisen.
Aufgrund der relativ niedrigen Temperatur im Innern ist trotz der Isolierung ein Temperaturanstieg durch eindringende Wärme unvermeidlich. Dieser wird entweder passiv durch Einlegen von vorgekühlten Kühlakkus mit hohem Wärmespeicherkoeffizient (z. B. ein spezielles Gel oder gesättigtes Salzwasser) oder aktiv durch ein Kühlaggregat ausgeglichen. Dabei kommen vier unterschiedliche Technologien zum Einsatz:
- Kompressor
- Absorber
- Peltier
- Hybrid (Kompressor/Peltier)[2]

Peltier-Kühlboxen sind besonders preisgünstig und daher am weitesten verbreitet. Sie besitzen einen kleinen Kühlkörper zur Wärmeaufnahme innerhalb und einen etwas größeren Kühlkörper zur Wärmeabgabe außerhalb der Kühlbox. Dieser ist meistens im Deckel eingebaut und auf das eigentliche Peltier-Element aufgeklebt. Die Vorteile des Einsatzes von Peltier-Elementen sind eine sehr dünne und leichte und in Größe anpassbare Bauform, Langlebigkeit aufgrund fehlender mechanischer Teile (außer eventuelle Lüfter), Gase und Flüssigkeiten, ein geräuschloser Betrieb (außer eventuelle Lüfter), die Unempfindlichkeit gegenüber Lagewinkeländerungen sowie die vergleichsweise preisgünstige Herstellung gemessen an der Leistung.
Nachteilig an der Verwendung von Peltier-Elementen ist, dass die maximal erreichbare Kühlleistung direkt von der Außentemperatur abhängig ist (Bildung einer Temperaturdifferenz), dadurch auch ein starkes Schwanken der Innentemperatur, sowie ein im Vergleich zu anderen Kühltechnologien sehr hoher Stromverbrauch. Außerdem werden aufgrund des Zieles der Preisgünstigkeit oft Steuer- und Regelteile wie ein Temperatursensor eingespart, und die Kühlbox läuft auf voller Leistung, solange sie an den Strom angeschlossen ist. Das Kondenswasser am inneren Kühlkörper kann auch zu Eisansatz führen, was die Kühlleistung vermindert.
Absorber-Kühlboxen können neben dem Betrieb mit Strom (12 oder 230 V) oft auch alternativ mit Propangas (beispielsweise aus Kartuschen) oder Sonnenenergie betrieben werden.

## Medizinische Kühlboxen
Eine Sonderform stellen die medizinischen Kühlboxen dar. Sie werden für den Transport kühlkettenpflichtiger und kühlpflichtiger Medikamente, Impfstoffe, Hormone, Biologika und Insuline in der Kühlkette eingesetzt. Für den professionellen Einsatz in der Humanmedizin sind zudem Kühlboxen für Organe, Blut und Plasma vorgesehen. Medizinische Kühlboxen und Medikamenten-Kühltaschen sind weltweit keine Medizinprodukte, keine Hilfs- und keine Heilmittel. Diese Kühlboxen müssen in der Regel einen eng eingeschränkten, eindeutigen Temperaturbereich einhalten, zum Beispiel 2–8 °C oder 2–15 °C. Die größte Gefahr für Medikamente besteht darin, dass die Temperatur im Medikament unter 2 °C fällt. In einem solchen Fall wird geht die Wirkung des Medikaments verloren. Medizinische Kühlboxen können eine aktive und eine passive Kühlung aufweisen. Die aktive Kühlung geschieht mit Hilfe von elektrischem Strom über Kabel oder mit Hilfe einer Batterie. Die passive Kühlung erfolgt mit Hilfe von gefrorenen Kühlakkus. Sie sollen die Einhaltung der Kühlkette für Medikamente gewährleisten. In Deutschland und der EU ist dies verbindlich geregelt.